# Barringtonia maunwongyathiae
Barringtonia maunwongyathiae là một loài thực vật có hoa trong họ Lecythidaceae. Loài này được Chuakul mô tả khoa học đầu tiên năm 2001.